# Esmoriz
Esmoriz ist eine Gemeinde und Stadt im Kreis von Ovar im Distrikt Aveiro. Der Ort umfasst eine Fläche von 9,2 km² mit 11.922 Einwohnern (Stand 19. April 2021).
Der Ort wurde am 2. Juli 1993 zur Stadt erhoben.

## Verkehr
Esmoriz liegt an der Linha do Norte.

## Sport
Der Esmoriz Ginásio Clube konnte im Volleyball zwei Mal den portugiesischen Meistertitel erringen. Des Weiteren spielt der Fußballverein SC Esmoriz in der drittklassigen II. Divisão.

## Söhne und Töchter der Stadt
- Armando França (* 1949), Politiker (PS) und derzeit Mitglied des Europäischen Parlaments
- Isabel de Sá (* 1951), Malerin, Lehrerin und Schriftstellerin